# 五里墩街道 (合肥市)
五里墩街道，是中华人民共和国安徽省合肥市蜀山区下辖的一个乡镇级行政单位。

## 行政区划
五里墩街道下辖以下地区：
团安村社区、青阳路社区、清溪路社区、陈村路社区、家家景园社区和龙居社区。